# Communiedwaal
Een communiedwaal of communiekleed is een wit, linnen kleed dat over de balustrade van de communiebank ligt en hieraan bevestigd is.  Het is vaak afgezet met kant.
Tijdens het ontvangen van de communie houden de gelovigen hun handen onder de communiedwaal.  Zowel de communiedwaal als de communiepateen worden gebruikt om een Heilige Hostie op te vangen, mocht die vallen bij het uitreiken ervan.